# نيشان العقاب الأزتكي
نيشان العقاب الأزتكي (بالإسبانية: Orden Mexicana del Águila Azteca) هو نيشان مكسيكي، يُعتبر أعلى وسام مكسيكي يُمنح للأجانب.

## التاريخ
تم إنشاء النيشان في 29 ديسمبر 1933 بقرار من الرّئِيس أبيلاردو إل. رودريغيز لمكافئة الخِدمات المقدمة للمكسيك وللبشرية من الأجانب، وَهُو يوازي نياشين مماثلة تُمَنح للمواطنين المكسيكيين مِثل «ميدالية الشرف لبيليساريو دومينغيز» و«وسام بيليساريو دومينغيز الفخري»، يمنح النيشان وزير الخارجية بناءًا على تعليمات من مَجلِس يرأسه رَئِيس الجُمهوريَّة.

## التصميم
يشبه النيشان شعار المكسيك بَعض الشيء، وَلَا سِيمَا النسر الذهبي الّذِي يحمل أفعى مجلجلة، والّذِي يرتبط بحضارة الأزتك.

## الطبقات

### منذ عام 2011
الطبقات هي:
1. طوق يُمَنح لرؤساء الدُّوَل.
2. وشاح من الفئة الخاصّة يُمَنح لرؤساء الوُزراء ورؤساء الحُكومات والأُمراء والمناصب المماثلة.
3. وشاح يُمَنح لوزراء الحُكومة والأمناء وأفراد العائلات المالكة والسفراء والفئات المماثلة.
4. نوعِ من الشارات تُمَنح لوكلاء الوزرات، والوُزراء المفوّضين، والقناصل العامين، والعمداء، والأدميرالات، والفئات المماثلة.
5. نوعِ من الشارات (بالإسبانية: Venera)، تُمَنح لممثلي الأَعمَال المخصصة، والعقداء، والملازمون، وقباطنة السفن، وفئات مماثلة.
6. شارة تُمَنح لممثلي الأَعمَال المؤقتين وَغَيرَهُم من أعضاء البعثات الدبلوماسيّة، وللفئات المماثلة.

### قبل عام 2011
1. طوق يُمَنح لرؤساء الدُّوَل.
2. «جراند كروس» يمنح لرؤساء الوُزراء ورؤساء الحُكومات.
3. وشاح يُمَنح للوزراء والأمناء والسفراء.
4. ميدالية تُمَنح لوكلاء الحُكومة، والوُزراء المفوّضين، وللفئات المماثلة.
5. نوعِ من الشارات تُمَنح لممثلي الأَعمَال المخصصة، والعقداء، والملازمون، وقباطنة السفن، وفئات مماثلة.
6. نوعِ من الشارات (بالإسبانية: Venera) تُمَنح لممثلي الأَعمَال المؤقتين وَغَيرَهُم من أعضاء البعثات الدبلوماسيّة.
7. شارة مُنَاسَبَة تُمَنح وفقًا لتقدير المَجلِس.
8. إشادة الشرف.

## المستفيدين البارزين

### ملكية
| الاسم                          | الفئة                                    | الجنسية                | السنة      | مرجع          |
| ------------------------------ | ---------------------------------------- | ---------------------- | ---------- | ------------- |
| هيلا سيلاسي                    | طوق                                      | الإمبراطورية الإثيوبية | 1954       |               |
| هيروهيتو                       | طوق                                      | اليابان                | 1962       |               |
| فيليب دوق إدنبرة               | طوق                                      | المملكة المتحدة        | 1964       |               |
| إليزابيث الثانية               | طوق                                      | المملكة المتحدة        | 1973       |               |
| ريتشارد دوق غلوستر             | وشاح، وشاح من الفئة الخاصة               | المملكة المتحدة        | 1974 و2015 |               |
| مارينا أميرة اليونان والدنمارك | جراند كروس                               | المملكة المتحدة        |            |               |
| محمد رضا بهلوي                 | طوق                                      | قصر بهلوي              | 1975       |               |
| أولاف الخامس                   | جراند كروس                               | النرويج                |            | [ 3 ]         |
| خوان كارلوس الأول              | طوق                                      | إسبانيا                |            |               |
| الملكة صوفيا                   | جراند كروس                               | إسبانيا                |            |               |
| أكيهيتو                        | طوق                                      | اليابان                |            |               |
| ألبير الثاني ملك بلجيكا        | طوق                                      | بلجيكا                 |            | [ 4 ]         |
| كارل السادس عشر غوستاف         | طوق                                      | السويد                 | 2004       |               |
| محمد السادس بن الحسن           | طوق                                      | المغرب                 | 2005       | [ 5 ]         |
| مارغريت الثانية ملكة الدنمارك  | طوق                                      | الدنمارك               | 2008       | [ 6 ]         |
| هنريك أمير الدنمارك            | جراند كروس (2008)؛ فئة خاصة (2016)       | الدنمارك               | 2008; 2016 | [ 7 ] [ 8 ]   |
| بياتريكس ملكة هولندا           | طوق                                      | Netherlands            | 2009       | [ 9 ]         |
| فيليم ألكساندر                 | وشاح                                     | هولندا                 | 2009       | [ 10 ]        |
| ماكسيما ملكة هولندا            | وشاح                                     | Netherlands            | 2009       | [ 11 ]        |
| فيليب السادس ملك إسبانيا       | وشاح (1996)؛ طوق (2015)                  | إسبانيا                | 1996; 2015 | [ 12 ]        |
| ليتيزيا ملكة إسبانيا           | وشاح (2008)؛ وشاح من الفئة الخاصة (2015) | إسبانيا                | 2008; 2015 | [ 13 ] [ 14 ] |
| تشارلز                         | وشاح من الفئة الخاصة                     | المملكة المتحدة        | 2015       | [ 15 ]        |
| كاميلا دوقة كورنوال            | وشاح                                     | المملكة المتحدة        | 2015       | [ 15 ]        |
| أندرو دوق يورك                 | وشاح                                     | المملكة المتحدة        | 2015       | [ 15 ]        |
| صوفي كونتيسة وسكس              | وشاح                                     | المملكة المتحدة        | 2015       | [ 15 ]        |
| بريجيت، دوقة غلوستر            | وشاح                                     | المملكة المتحدة        | 2015       | [ 15 ]        |
| فريدريك ولي عهد الدنمارك       | وشاح من الفئة الخاصة                     | الدنمارك               | 2016       | [ 16 ]        |
| ماري أميرة الدنمارك            | وشاح                                     | الدنمارك               | 2016       | [ 16 ]        |
| يواكيم أمير الدنمارك           | وشاح                                     | الدنمارك               | 2016       | [ 16 ]        |
| الأميرة ماري من الدنمارك       | وشاح                                     | الدنمارك               | 2016       | [ 16 ]        |
| بينديكت أميرة الدنمارك         | وشاح                                     | الدنمارك               | 2016       | [ 16 ]        |
| صباح الأحمد الجابر الصباح      | طوق                                      | الكويت                 | 2016       | [ 17 ]        |
| سلمان بن عبد العزيز آل سعود    | طوق                                      | السعودية               | 2016       | [ 18 ]        |

### الرؤساء
- إدوارد بينش – كولار (1935)
- دوايت أيزنهاور – كولار (1945)
- شيانج كاي شيك – كولار (1945)
- جوسيلينو كوبيتشيك – كولار
- رافائيل تروخيو – كولار
- شارل ديغول – كولار
- جوزيف بروز تيتو – كولار (1963)
- جوليوس نيريري – كولار (1975)
- تودور جيفكوف
- لينارت ميري – كولار (1995)
- لويس إيناسيو لولا دا سيلفا – كولار (2007)
- ميشال باشليت – كولار (2007)
- نيلسون مانديلا – ساش (2010)
- خوان مانويل سانتوس – كولار (2011)
- خوزيه موخيكا – كولار (2014)[19]
- ديلما روسيف – كولار (2015)[20]
- ماوريسيو ماكري – كولار (2016)
- سيرجيو ماتاريلا – كولار (2016)
- مارسيلو ريبيلو دي سوزا – كولار (2017)[21]
- براتيبا باتيل – ساش (2018)
- مانويل كويزون – كولار

### سياسيون
- ادمون ليبيرتون[الإنجليزية]
- ألكسندرا كولونتاي – ساش (1944)
- هنري أرنولد (عسكري) – كولار (1945)
- د. جوي بريليج[الإنجليزية] – ساش (1950s)
- تاكيو ميكي – ساش (1967)
- مارك شورتليف[الإنجليزية], Utah Attorney General – Plaque (placa) (2006)[22]
- ليزا شومان[الإنجليزية] – ساش (2008)
- إدوارد كينيدي – ساش (2008)
- إيف دوتشارم
- خوسيه مانويل غارسيا مارغالو[الإنجليزية] (2015)
- بونوا أمون[23]
- دايفيد درير (2017)[24]

### آخرون
- والت ديزني (1943)
- سبنسر أتكينسون[الإنجليزية] (1946)
- نيتي لي بينسون[الإنجليزية] (1979)[25]
- نايجل ديفيز (سياسي) (1980)
- إدوارد هيدالجو (1980)
- ديانا كينيدي  [لغات أخرى]‏ (1981)
- غابرييل غارثيا ماركيث (1982)
- كلاوديو آراو (1982)
- بلاثيدو دومينغو – (1985)[26][27]
- دبليو. مايكل ماثيس[الإنجليزية] (1985)[28]
- Dr. Donald Winkelmann (1994)
- يوري كنوروزوف (1995)
- هكتور بي غارسيا (1998)
- ساتيش جوجرال[الإنجليزية] – شارة لائقة
- تشارلز بوت – (2001)
- مليندا غيتس – شارة لائقة (2007)
- آن دي هارنونكور[الإنجليزية] – شارة لائقة (2007)
- ريغوبيرتا مينتشو – شارة لائقة (2010)
- ماريو فارغاس يوسا – 2011[29]
- أمارتيا سن 2011
- بونو – شارة لائقة (2012)[30]
- تاكاشي يامانوشي – 2013[31]
- سيزار تشافيز
- رالف رويدر[الإنجليزية][32]
- Stuart Gulliver –[الإنجليزية] 2017[33]
- رودريك آي كامب[الإنجليزية] – 2017
- ريك بايلس – 2017[34]
- جاريد كوشنر – ساش (2018)[35]

### حسب الفئة
طوق
- أكيهيتو
- بوميبول أدولياديج
- ميشال باشليت
- بياتريكس ملكة هولندا
- جوزيف بروز تيتو
- كارل السادس عشر غوستاف
- فيدل كاسترو
- إدوارد بينش
- دوايت أيزنهاور
- إليزابيث الثانية
- كريستينا فرنانديز دي كيرشنر
- موريسيو فونيس
- ريتشارد دوق غلوستر
- هيلا سيلاسي
- هنريك جابونسكي[الإنجليزية]
- خوان كارلوس الأول
- جوسيلينو كوبيتشيك
- لويس إيناسيو لولا دا سيلفا
- ماوريسيو ماكري
- مارغريت الثانية ملكة الدنمارك
- محمد السادس بن الحسن
- محمد رضا بهلوي
- سلمان بن عبد العزيز آل سعود

جراند كروس
- هنري أرنولد (عسكري)
- بينديكت أميرة الدنمارك
- جوي بريليج[الإنجليزية]
- ماريا كافاكو سيلفا
- أرماند دي ديكر[الإنجليزية]
- غويلرمو فرنانديز دي سوتو
- جان جول[الإنجليزية]
- بيتر هوب (دبلوماسي)[الإنجليزية]
- ثانات خومان[الإنجليزية]
- حسناء أميرة المغرب
- ادمون ليبيرتون[الإنجليزية]
- مهاتير محمد
- مارغريت أميرة هولندا
- مارينا أميرة اليونان والدنمارك
- رشيد بن الحسن
- تشارلز فرديناند نوثومب[الإنجليزية]
- أولاف الخامس
- جاك فان يبيرسيل دي ستريهو[الإنجليزية]
- رعد بن زيد
- سوهارتو

وشاح
- إنفانتي كارلوس دوق كالابريا[الإنجليزية]
- تشارلز (أمير ويلز)
- كريستينا دي بوربون
- كارلوس إتشيفري كورتيس[الإنجليزية]
- فيليب السادس ملك إسبانيا
- هنريك أمير الدنمارك
- أميرة هولندا إيرين[الإنجليزية]
- إدوارد كينيدي
- ألكسندرا كولونتاي
- ليتيزيا ملكة إسبانيا
- نيلسون مانديلا
- ماكسيما ملكة هولندا
- تاكيو ميكي
- هيروفومي ناكاسوني
- ساداكو أوكاتا
- بيترو بارولين
- الأمير سهل سيلاسي
- ليزا شومان[الإنجليزية]
- الملكة صوفيا
- بيل غيتس
- تشارلز إي. ويلهلم
- آلان يارو[الإنجليزية]

شارة
- ديفيد برادينج[الإنجليزية]
- مليندا غيتس
- ساتيش جوجرال[الإنجليزية]
- آن دي هارنونكور[الإنجليزية]
- ألان ونايت

أخرى أو غير معروفة
- كلاوديو آراو
- جاك أوستين (سياسي)
- ريك بايلس
- نيتي لي بينسون[الإنجليزية]
- إليزابيث هيل بوون
- ديفيد برادينج[الإنجليزية]
- جوي بريليج[الإنجليزية]
- تشارلز بوت
- ديفيد كاراسكو
- ماريا كافاكو سيلفا
- ألفريدو شياراديا[الإنجليزية]
- فرانشيسكو كوسيغا
- نايجل ديفيز (سياسي)
- ميشيل ديسكومبي[الإنجليزية]
- بلاثيدو دومينغو
- إيف دوتشارم
- إليبيتا دزيكوسكا[الإنجليزية]
- لويس إيشيفيريا
- تريفور إيتون[الإنجليزية]
- جان لويس جورجلين[الإنجليزية]
- نادين غورديمير
- جون جرينسلاد
- أنطونيو غوتيريش
- يان هسندريكس
- إدوارد هيدالجو
- كارلا هيلز أندرسون
- ألفرد ويلكينسون جونسون
- ميخائيل كايزر
- فريدريك كاتس
- ديانا كينيدي  [لغات أخرى]‏
- جان بيار كينغسلي
- نوبوسوكه كيشي
- يوري كنوروزوف
- توماس كرينز[الإنجليزية]
- إرنست كروغ هانسن[الإنجليزية]
- جورج كوبلر[الإنجليزية]
- جاريد كوشنر
- لويس ليال (كاتب)
- فرد مارتينيز
- دبليو. مايكل ماثيس[الإنجليزية]
- هيلموت موشر[الإنجليزية]
- خوسيه كارلوس ميلاس[الإنجليزية]
- مسرح المليون دولار[الإنجليزية]
- بولا مارسيلا مورينو زاباتا[الإنجليزية]
- جوليوس نيريري
- أوسكار أوسوريو
- بينوا بوجا[الإنجليزية]
- ماريانو راخوي
- آن ريتشاردز
- نيلسون روكفلر
- رودمان روكفلر
- ألبرت سابين
- إيساكو ساتو
- والتر شويمر[الإنجليزية]
- إدوارد سيجا[الإنجليزية]
- ديفيد شلتيل
- لمويل س. شيبرد جونيور
- إينيس بي سويفت
- هيو توماس (سياسي)
- جيه. اريك إس. تومسون[الإنجليزية]
- ماريو فارغاس يوسا
- بالديمار فيلاسكيز[الإنجليزية]
- وليام واسون[الإنجليزية]
- ديفيد جاي ويبر
- إليوت واينبرغر[الإنجليزية]
- راؤول يزغير[الإنجليزية]

## صور

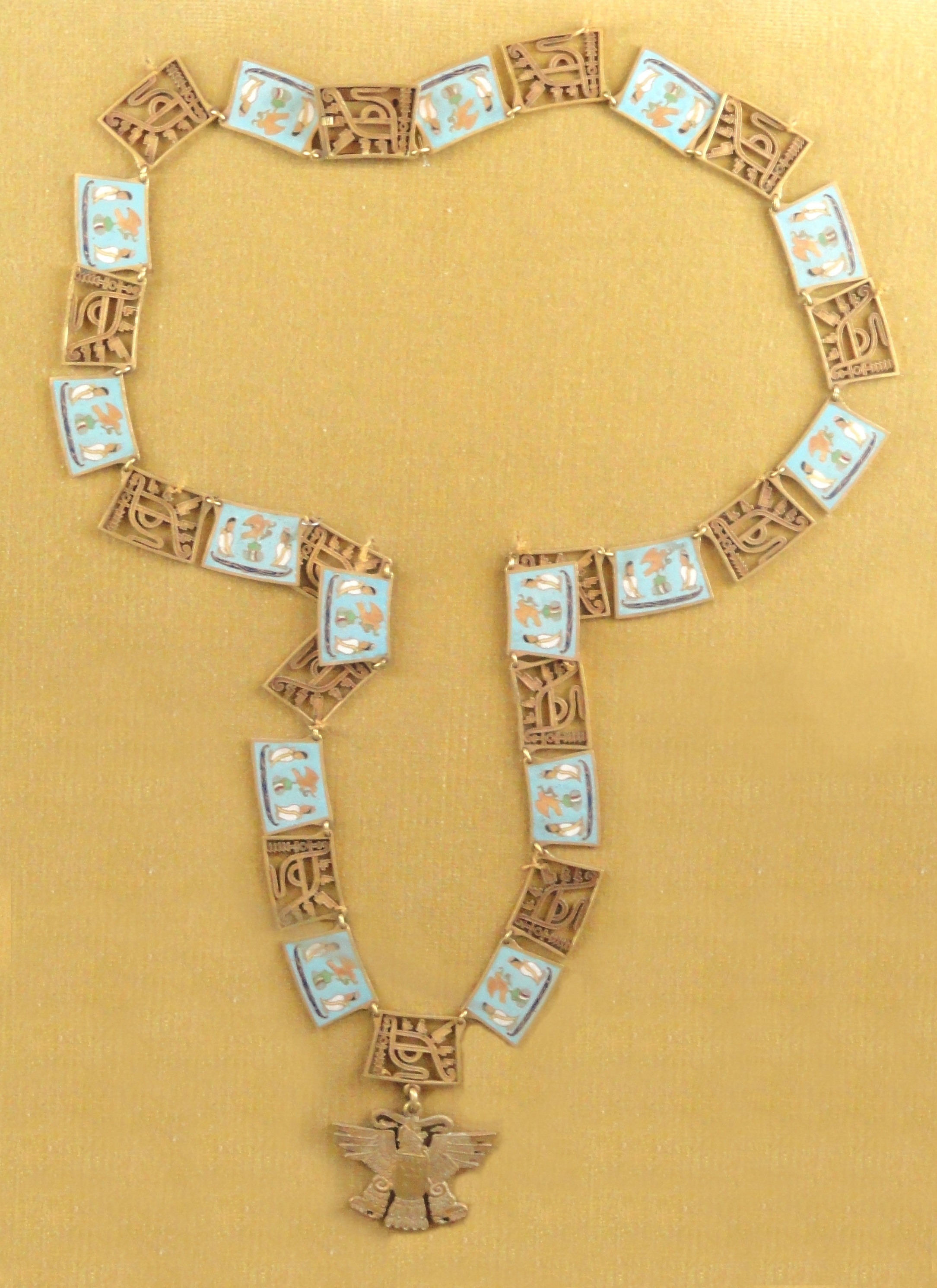
غراند كوردون
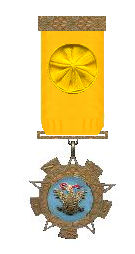
شارة
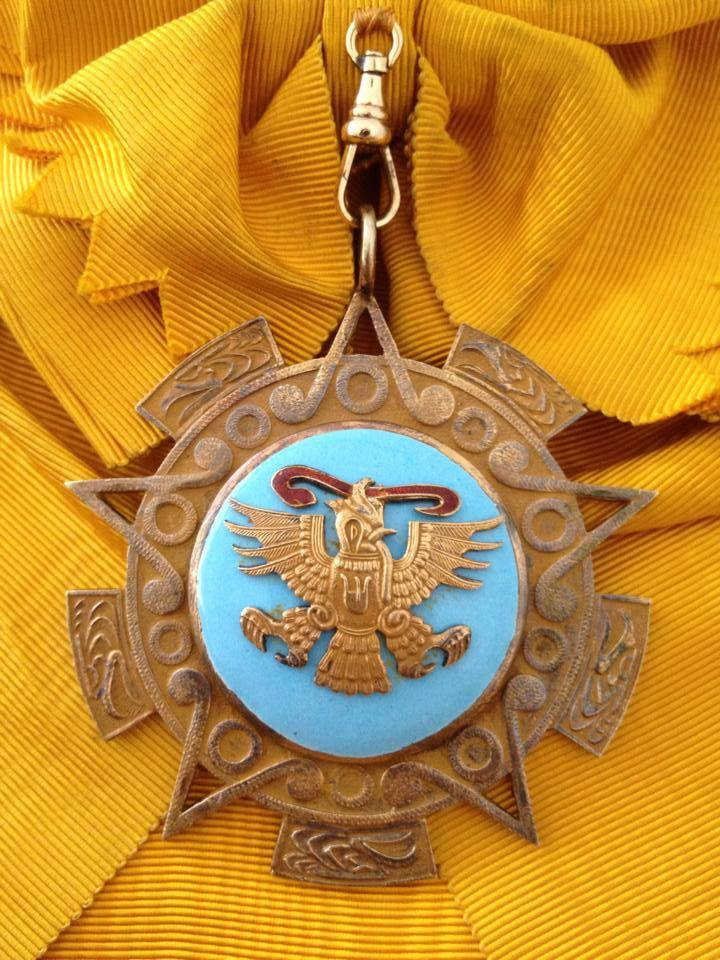
وشاح
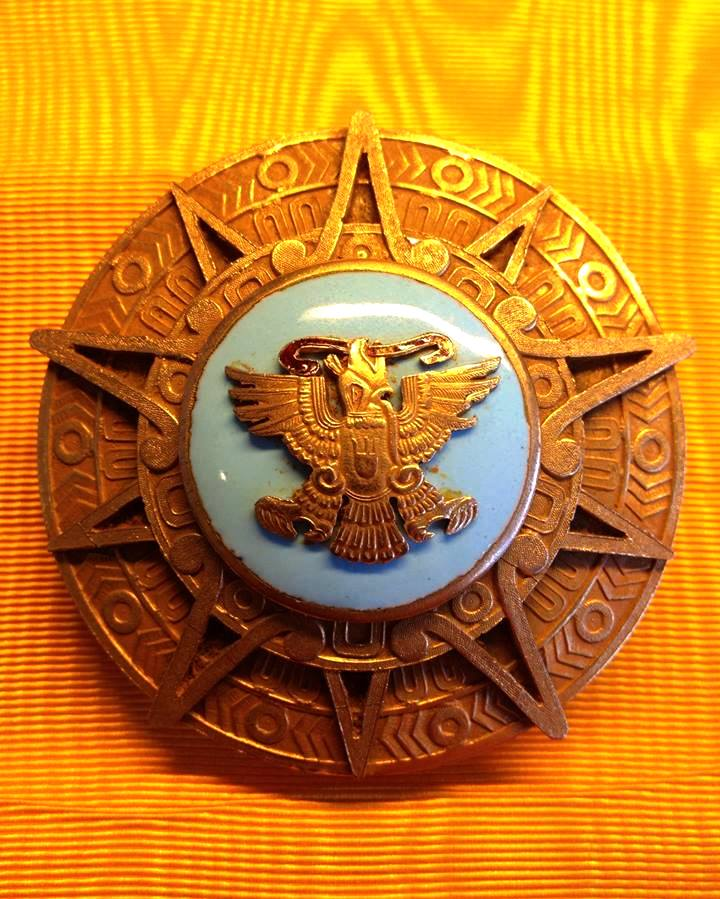
برست ستار

## روابط خارجية
- Medals.org.uk
- Blasoneshispanos.com